# Canton de Nègrepelisse
Le canton de Nègrepelisse est un ancien canton français du département de Tarn-et-Garonne et de la région Midi-Pyrénées.

## Communes
Le canton de Nègrepelisse comprenait les 6 communes et compte 14 588 habitants (population municipale) au 1er janvier 2010.
| Nom                      | Code Insee | Intercommunalité       | Superficie (km2) | Population (dernière pop. légale) | Densité (hab./km2) |
| ------------------------ | ---------- | ---------------------- | ---------------- | --------------------------------- | ------------------ |
| Nègrepelisse (chef-lieu) | 82134      | CC Quercy Vert-Aveyron | 49,22            | 5 511 (2014)                      | 112                |
| Albias                   | 82002      | CC Quercy Vert-Aveyron | 21,60            | 3 187 (2014)                      | 148                |
| Bioule                   | 82018      | CC Quercy Vert-Aveyron | 20,44            | 1 097 (2014)                      | 54                 |
| Montricoux               | 82132      | CC Quercy Vert-Aveyron | 26,44            | 1 149 (2014)                      | 43                 |
| Saint-Étienne-de-Tulmont | 82161      | CC Quercy Vert-Aveyron | 21,14            | 3 800 (2014)                      | 180                |
| Vaïssac                  | 82184      | CC Quercy Vert-Aveyron | 37,21            | 833 (2014)                        | 22                 |

## Représentation

### Conseillers généraux de 1833 à 2015
| Période | Période           | Identité                                      | Étiquette       | Qualité |
| ------- | ----------------- | --------------------------------------------- | --------------- | --- |
| 1833    | 1848              | Jean Isaac Suzanne Combes-Brassard            |                 | Maire de Saint-Etienne-de-Tulmont (....-1850) |
| 1848    | 1861              | Marie-Joseph Vaïsse-Cibiel                    |                 | Propriétaire à Nègrepelisse, ancien conseiller d'arrondissement |
| 1861    | 1871              | Louis-Charles de Saulces de Freycinet         | Républicain     | Polytechnicien - Ingénieur des Mines Membre de l'Institut (Académie des Sciences) Membre de l'Académie Française Ministre (1876, 1879, 1880-1885) Président du Conseil (1882) |
| 1871    | 1893 (décès)      | Jules Henry Bardon de Larivalière (1823-1893) | Droite          | Propriétaire à Nègrepelisse |
| 1893    | 1901              | Jean de Séverac                               | Droite          | Maire de Saint-Étienne-de-Tulmont (1893-1927) |
| 1901    | 1902 (annulation) | Jules Delpeyrou                               | Républicain     | Maire de Bruniquel (1895-1919) |
| 1902    | 1913              | Jean-François Bastide                         | Républicain     | Notaire à Nègrepelisse |
| 1913    | 1920 (décès)      | Marie François Michel Henri Laval (1866-1920) | Droite          | Docteur-médecin à Nègrepelisse |
| 1920    | 1931              | Marius Roussel                                | Rad.            | Propriétaire à Montricoux |
| 1931    | 1933 (décès)      | Marcel Ulrich                                 | Gauche radicale | Ingénieur Député (1932-1933) Maire d'Albias (1914-1929) |
| 1933    | 1940              | André Laplume                                 | URD             | Pharmacien à Nègrepelisse |
|         |                   |                                               |                 | |
| 1945    | 1970              | Jean Piney dit Fleury (1894-1977)             | Rad.            | Fonctionnaire des Finances, Nègrepelisse Président du Conseil Général (1958-1970)                                                                                             |
| 1970    | 1982              | Charles Bourdarios (1912-2000)                | Rad. puis MRG   | Entrepreneur Maire de Nègrepelisse (1959-1971) |
| 1982    | 2015              | Jean Cambon                                   | PS              | Maitre de conférences à l'université de Toulouse Maire de Nègrepelisse (1995-2014) Président de la Communauté de communes Terrasses et Vallée de l'Aveyron (2003-2014)        |

### Conseillers d'arrondissement (de 1833 à 1940)
| Période | Période | Identité            | Étiquette               | Qualité |
| ------- | ------- | ------------------- | ----------------------- | --- |
| 1833    | 1839    | M. Fournié          |                         | Propriétaire à Nègrepelisse                                                                                 |
| 1839    | 1845    | Marie Joseph Vaïsse |                         | Propriétaire à Nègrepelisse                                                                                 |
|         |         |                     |                         | |
| 1886    |         | Bernard Sicre       | Droite                  | Maire de Montricoux (1874-1900)                                                                             |
|         |         |                     |                         | |
| 1922    | 1933    | André Laplume       | Républicain indépendant | Pharmacien à Nègrepelisse                                                                                   |
| 1934    | 1940    | Urbain Souloumiac   | Union républicaine      | Propriétaire à Nègrepelisse                                                                                 |
| 1940    |         |                     |                         | Les conseils d'arrondissement ont été suspendus par la loi du 12 octobre 1940 et n'ont jamais été réactivés |

## Démographie
| 1962  | 1968  | 1975  | 1982  | 1990   | 1999   | 2006   | 2011   | 2012   |
| ----- | ----- | ----- | ----- | ------ | ------ | ------ | ------ | ------ |
| 6 748 | 7 204 | 7 768 | 8 828 | 10 068 | 10 715 | 12 825 | 14 898 | 15 171 |